# دوپوی، کبک
دوپوی (به فرانسوی: Dupuy) شهری در منطقه شهری آبیتیبی-وست ناحیه آبیتیبی-تمیسکامنگ در استان کبک کانادا است. در سرشماری سال ۲۰۱۱ این شهر ۹۷۲ نفر جمعیت داشته‌است و مساحت آن ۱۲۳٫۴۸ کیلومتر مربع است.